# Palamarța, Tărgoviște
Palamarța (în bulgară Паламарца) este un sat în comuna Popovo, regiunea Tărgoviște,  Bulgaria. 

## Demografie
Componența etnică a satului Palamarța
     Turci (13,37%)
     Bulgari (49,9%)
     Nicio identificare (34,08%)
     Altele (3,2%)
La recensământul din 2011, populația satului Palamarța era de 531 locuitori. Nu există o etnie majoritară, locuitorii fiind bulgari (49,9%) și turci (13,37%). Pentru 34,08% din locuitori nu este cunoscută apartenența etnică.